# Jules Marouzeau
Jules Marouzeau (* 20. März 1878 in Fleurat; † 27. September 1964 in Iteuil) war ein französischer Latinist und Sprachwissenschaftler auf dem Gebiet der lateinischen wie der französischen Sprache. Sein Lebenswerk ist das bedeutendste bibliographische Hilfsmittel für die Klassische Altertumswissenschaft und Philologie, L’Année philologique.
Marouzeau lehrte als Professor für Latinistik an der Sorbonne in Paris und war Directeur d'études an der École pratique des hautes études, Gründer der Revue des études latines (1923) sowie Herausgeber von L’Année philologique (1929–1963). Er wurde 1945 Mitglied der Académie des Inscriptions et Belles-Lettres.

## Schriften (Auswahl)
- L’Ordre des mots dans la phrase latine. I. Les groupes nominaux (1922)
- Dix années de bibliographie classique : bibliographie critique et analytique de l’Antiquité gréco-latine pour la période 1914–1924 (2 Bd., 1927–1928; 1963)
- Lexique de la terminologie linguistique : français, allemand, anglais, italien (1933; 1951; 1969)
- Précis de stylistique française (1946; 1963)
- Quelques aspects de la formation du latin littéraire (1949)
- L’Ordre des mots dans la phrase latine. III. Les Articulations de l’énoncé (1949)
- La Linguistique ou science du langage (1950)
- Traité de stylistique latine (1954)
- Introduction au latin (1954), dt.: Einführung ins Latein (1966)
- Aspects du français (1963)
- Une enfance (1937, verschiedene Neuauflagen).